# Micrathena alvarengai
Micrathena alvarengai là một loài nhện trong họ Araneidae.
Loài này thuộc chi Micrathena. Micrathena alvarengai được Herbert Walter Levi miêu tả năm 1985.